# دومینیک ارنست
دومینیک ارنست (انگلیسی: Dominik Ernst؛ زادهٔ ۸ اوت ۱۹۹۰) بازیکن فوتبال اهل آلمان است.
از باشگاه‌هایی که در آن بازی کرده‌است می‌توان به باشگاه فوتبال اس‌سی فورتونا کلن اشاره کرد.